# 三星Galaxy S Duos
Samsung Galaxy S Duos是韓國三星電子於2012年所推出的一款中階智慧型手機，為雙SIM卡手機。